# Línguas da Namíbia
A Namíbia, apesar de ter uma pequena população, é o lar de uma grande diversidade de línguas, a partir de várias famílias linguísticas: Indo-europeia, Banta, e as várias da família coissã. Durante o apartheid, o africâner, o alemão e o inglês ocuparam a posição de línguas oficiais; no entanto, após a independência da África do Sul, o novo governo da Namíbia transformou o inglês na única língua oficial na Constituição da Namíbia. O alemão e o africâner foram estigmatizados como tendo conotação coloniais, enquanto a subida da Liga da Juventude de Mandela em 1951 e a Campanha de Desafio passou a espalhar o inglês entre as massas como a língua da luta de libertação.

## Demografia das línguas
As línguas mais faladas utilizadas nos lares são dialetos ovambo, por 48% da população, a língua nama por 11%, o africâner por 11%, o cuangali por 10% e a língua herero por 10%. Outras línguas nativas incluem as línguas bantas: O tsuana, gciriku, fwe, Kuhane, Mbukushu e o Yeyi; e as línguas khoisan: Naro, !xóõ, kung-ekoka, ǂkx'ao-ǁ'ae e o cói. O inglês, a língua oficial, é falada por menos de 1% das pessoas como sua língua nativa. Entre a população branca, 60% falam africâner, 32% alemão, 7% inglês, e 1% português.
As línguas nativas estão incluídas no currículo escolar a nível primário. A partir do nível secundário o inglês é a língua de instrução. O africâner é a única linguagem que se aproxima de uma língua franca, e é falado mais por pessoas negras da cidade junto com o inglês e sua língua nativa.

## Língua portuguesa
Estimativas apontam que atualmente o número de falantes de português na Namíbia está entre 4% a 5% da população total do país, ou seja, há mais de 110 mil pessoas lusófonas no país. Atualmente, a língua portuguesa está em um processo de expansão para sua efetiva implementação na Namíbia, já está sendo ensinada nas escolas, o país, desde 2014, já é observador associado da Comunidade dos Países de Língua Portuguesa (CPLP). A efetivação do ensino da língua portuguesa nas escolas do país é mais um importante passo em direção à uma candidatura como membro de pleno direito da CPLP, semelhante com o ocorrido recentemente com a Guiné Equatorial.